# Livio Odescalchi

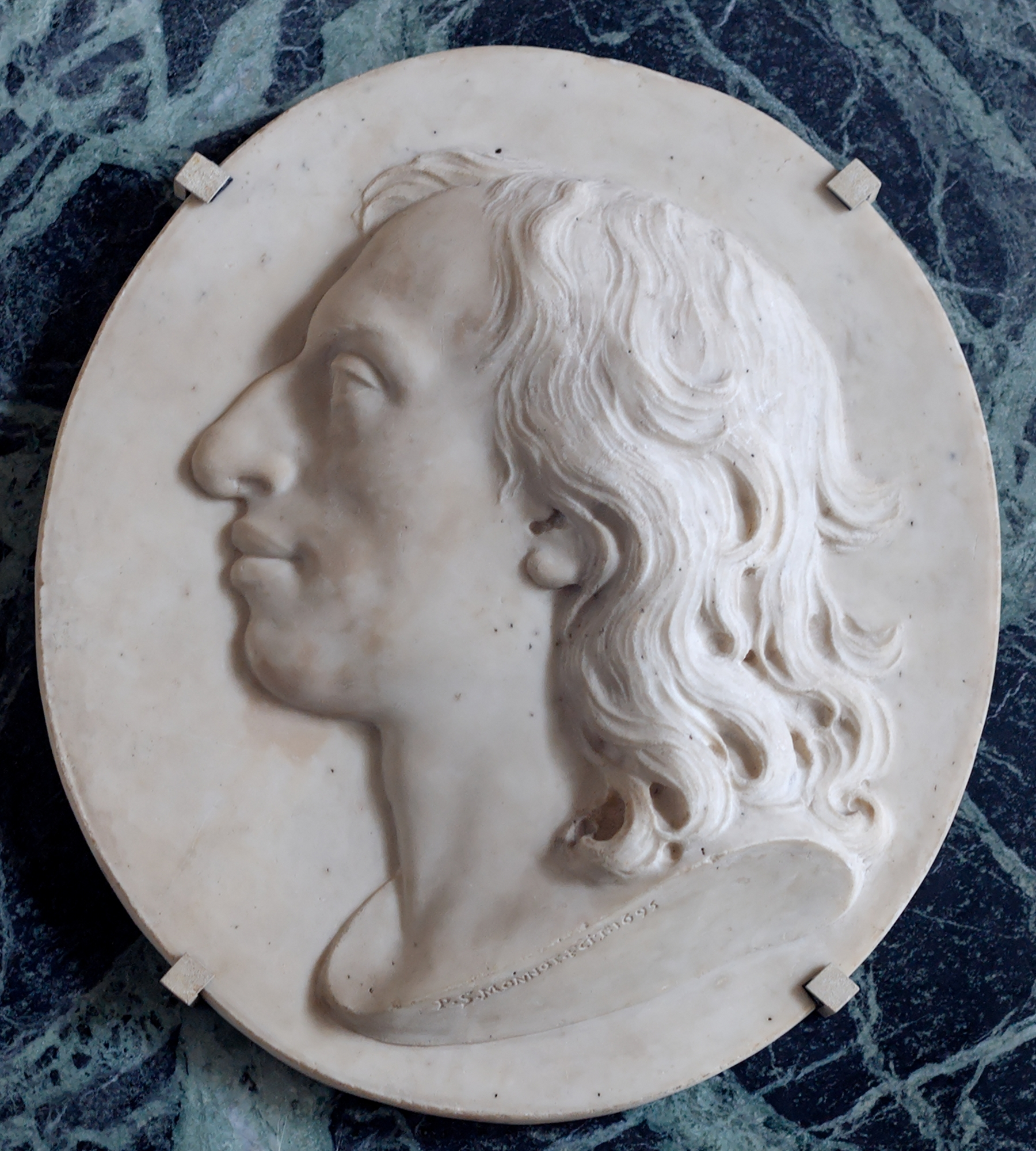
Medalhão de mármore com a efígie do Príncipe Livio Odescalchi

Livio Odescalchi (1652–1713) foi um nobre italiano. Sobrinho do Papa Inocêncio XI, foi Duque de Bracciano, Ceri e Sirmium, Príncipe do Sacro Império e candidato ao trono da Polônia.

## Biografia
Filho único de Carlo Odescalchi e da marquesa Beatrice Cusani. Em 1670, com a morte de seu pai, foi designado para a tutela legal de seu tio, o cardeal Benedetto Odescalchi. Em dezembro de 1674 trocou a Lombardia por Roma, onde completou sua educação sob o estrito controle do cardeal. Este último, elevado ao trono papal em 1676 com o nome de Inocêncio XI, não seguiu o tradicional nepotismo dos papas e não lhe conferiu o cargo de ‘cardeal-sobrinho’.
Durante o pontificado de seu tio, Odescalchi não tinha poder institucional; no entanto, a correspondência que manteve com boa parte da aristocracia italiana e estrangeira e com muitos representantes da literatura e da ciência, mostra uma vasta gama de influências, ao mesmo tempo discreta e eficaz. Com a morte de Inocêncio XI em 1689, o colégio dos cardeais nomeou-o capitão-geral da Santa Igreja (23 de agosto de 1689) e Leopoldo I, como recompensa pela sua lealdade à política dos Habsburgos, fez-lhe príncipe do Sacro Império Romano (29 de agosto de 1689) e, em 1697, atribuiu-lhe o ducado de Sirmio e Sava, estendendo-lhe o privilégio de ostentar o título de Alteza Sereníssima, príncipe do Império, também aos seus herdeiros. Em 5 de abril de 1698, após a morte de Flavio Orsini, foi nomeado duque de Bracciano. Finalmente, Carlos III concedeu-lhe a ordem do Tosão de Ouro (1713), que lhe foi concedida pelo seu cunhado, Carlo Borromeo Arese, ex-vice-rei de Nápoles. Na esfera política, o empreendimento mais ambicioso tentado por Odescalchi foi a sua candidatura ao trono eletivo da Polônia (1697) como sucessor de João III Sobieski, mas, também devido à hostilidade de Luís XIV, o eleitor da Saxônia, Augusto II, o Forte, foi preferido. Os laços com a Polónia, no entanto, persistiram e de 1699 a 1702 acolheu a rainha Maria Casimira Sobieski, viúva de João III, no seu palácio romano.
Devido à sua posição como Capitão General, Lívio também desempenhou um papel significativo durante o conclave papal de 1689, que elegeu Pietro Vito Ottoboni como Papa Alexandre VIII.
O príncipe fez vários investimentos patrimoniais: primeiro o feudo e o castelo de Palo (1693), depois o castelo de Bracciano (1696) e a compra dos pântanos Pontinos (1701), cuja drenagem Odescalchi encomendou ao engenheiro holandês Cornélio Meyer. Na esfera econômica conseguiu importar métodos mais atuais de gestão do capital para o sistema muitas vezes atrasado do latifúndio romano, transferindo atividades e procedimentos lucrativos de uma área para outra: do norte para o sul de Itália, mas também para a Europa Centro-Oriental.
Graças aos lucros das atividades financeiras da família e às oportunidades de investimento favorecidas pelo reinado de Inocêncio, Livio investiu em atividade cultural incansável, como colecionador e mecenas, em pintura, esculturas e música. Protegeu vários artistas e encomendou o monumento funerário para Inocêncio XI na Basílica de São Pedro, desenhado por Carlo Maratta e esculpido por Pierre-Étienne Monnot. A construção da capela da família na igreja dominicana de S. Giovanni Pedemonte em Como constituiu a iniciativa de maior prestígio público. A compra das célebres coleções de Cristina da Suécia coroou a atividade colecionista de Odescalchi, oferecendo à sua linhagem o prestígio de uma coleção de nível real. No campo musical manteve ao seu serviço compositores e instrumentistas; no campo literário, sucedendo à Cristina da Suécia, ofereceu sua proteção à Academia dos Arcadianos, da qual era membro com o nome de Aquilio Naviano (10 de abril de 1692), e, na época da cisão da instituição (1711), protegeu a Nova Arcádia, da qual foi eleito guardião geral. Também ainda se voltou às ciências, indo além do interesse alquímico-astrológico superficial, tocando na coleta científica e encomendou muitos instrumentos ópticos ao famoso Eustachio Divini. Utilizou frequentemente gravuras alegóricas com a sua efígie. Por fim, seu mecenato igualmente se mostrou na arquitetura religiosa, como a construção da igreja de S. Galla (hoje destruída) em Roma ou o legado deixado no seu testamento para a construção de uma basílica em honra de São José em Bracciano e concluir a capela de S. Antonio na basílica dos Santos Apóstolos.

Morreu em Roma, no palácio da Piazza Ss. Apostoli. Baldassarre Erba Odescalchi, seu sobrinho, foi seu herdeiro.